# Ctenochira taiga
Ctenochira taiga là một loài tò vò trong họ Ichneumonidae.